# 442
442 (CDXLII) fue un año común comenzado en jueves del calendario juliano, en vigor en aquella fecha.
En el Imperio romano, el año fue nombrado el del consulado de Dioscoro y Eudoxio", o menos comúnmente, como el 1195 Ab urbe condita, adquiriendo su denominación como 442 a principios de la Edad Media, al establecerse el anno Domini.

## Acontecimientos
- Concilio de Vaison (Francia).
- Valentiniano III, emperador romano de Occidente y Genserico, rey de los vándalos, firman un tratado de paz.
- Genserico, rey de los vándalos, realiza una purga entre su pueblo.